# Grejohn Kyei
Grejohn Kyei (Gonesse, 1995. augusztus 12. –) francia korosztályos válogatott labdarúgó, a Clermont Foot csatárja.

## Pályafutása

### Klubcsapatokban
Grejohn Kyei Gonesse községben született. Az ifjúsági pályafutását 2003-ban, a Villiers Le Bel JS-nál kezdte. 2010-ben igazolt át a Ligue 1-ben szereplő Reims utánpótlás-nevelő akadémiájához. 
2013-ban mutatkozott be a Reims tartalékcsapatában, majd 2015-ben az első csapatban. Először a 2015. április 12-ei, Nice elleni mérkőzésen lépett pályára a 74. percben Nicolas de Préville cseréjeként. Első gólját a 2015. május 23-ai, PSG elleni találkozón szerezte. Kyeia 2017–18-as szezonban három góllal járult hozzá a klub másodosztályból való feljutásához.
2018. augusztusában Kyei kölcsönjátékosként a Ligue 2-ben szereplő Lens csapatában szerepelt.
2019. augusztus 23-án hároméves szerződést írt alá a svájci Servette együttesével. A klub 2021. november 21-én, az Grasshoppers ellen 3–2-re megnyert mérkőzésen Kyei két gólt szerzett. 
2022. január 31-én a Clermont Foot csapatához igazolt. Február 6-án, a Nice elleni mérkőzés 65. percében Mohamed Bayot váltva debütált.

### A válogatottban
Kyei 2015-ben debütált a francia U21-es válogatottban. Először az izlandi U21-es válogatott ellen 3–2-re elvesztett mérkőzésen lépett pályára, ahol egy gólt is szerzett.

## Statisztikák
2022. szeptember 18. szerint
| Klub              | Szezon   | Osztály            | Bajnokság | Bajnokság | Kupa  | Kupa | Nemzetközi | Nemzetközi | Összesen | Összesen |
| Klub              | Szezon   | Osztály            | Meccs     | Gól       | Meccs | Gól  | Meccs      | Gól        | Meccs    | Gól      |
| ----------------- | -------- | ------------------ | --------- | --------- | ----- | ---- | ---------- | ---------- | -------- | -------- |
| Reims             | 2014–15  | Ligue 1            | 3         | 1         | 1     | 1    | —          | —          | 4        | 2        |
| Reims             | 2015–16  | Ligue 1            | 16        | 3         | 1     | 0    | —          | —          | 17       | 3        |
| Reims             | 2016–17  | Ligue 2            | 28        | 6         | 3     | 3    | —          | —          | 31       | 9        |
| Reims             | 2017–18  | Ligue 2            | 27        | 3         | 3     | 0    | —          | —          | 30       | 3        |
| Reims             | 2018–19  | Ligue 1            | 1         | 0         | 0     | 0    | —          | —          | 1        | 0        |
| Reims             | Összesen | Összesen           | 75        | 13        | 8     | 4    | 0          | 0          | 83       | 17       |
| Lens (kölcsönben) | 2018–19  | Ligue 2            | 20        | 4         | 2     | 1    | —          | —          | 22       | 5        |
| Servette          | 2019–20  | Swiss Super League | 23        | 4         | 1     | 0    | —          | —          | 24       | 4        |
| Servette          | 2020–21  | Swiss Super League | 33        | 12        | 3     | 2    | 2          | 0          | 38       | 14       |
| Servette          | 2021–22  | Swiss Super League | 16        | 6         | 1     | 0    | 2          | 1          | 19       | 7        |
| Servette          | Összesen | Összesen           | 72        | 22        | 5     | 2    | 4          | 1          | 81       | 25       |
| Clermont Foot     | 2021–22  | Ligue 1            | 14        | 0         | 0     | 0    | —          | —          | 14       | 0        |
| Clermont Foot     | 2022–23  | Ligue 1            | 7         | 0         | 0     | 0    | —          | —          | 7        | 0        |
| Clermont Foot     | Összesen | Összesen           | 21        | 0         | 0     | 0    | 0          | 0          | 21       | 0        |
| Összesen          | Összesen | Összesen           | 188       | 39        | 15    | 7    | 4          | 1          | 207      | 47       |

## Sikerei, díjai
Reims
- Ligue 2
  - Feljutó (1): 2017–18

## Fordítás
Ez a szócikk részben vagy egészben  a   Grejohn Kyei című angol Wikipédia-szócikk fordításán alapul.  Az eredeti cikk szerkesztőit annak laptörténete sorolja fel. Ez a jelzés csupán a megfogalmazás eredetét és a szerzői jogokat jelzi, nem szolgál a cikkben szereplő információk forrásmegjelöléseként.